# Krisztina Nemes
Krisztina Nemes (Várpalota, Hongria, 1967) és una traductora hongaresa i doctorant en Història contemporània a la Universitat de Szeged, on imparteix classes de civilització catalana. El seu tema d'investigació és la identitat nacional catalana, més especialment la identitat nacional i religiosa i el paper de l'abadia de Montserrat en la lluita catalanista contemporània.
Fa traduccions de l'anglès, del francès, del castellà i del català a l'hongarès. Les obres traduïdes per ella són en general novel·les o contes i també literatura especialitzada en temes d'història de la religió de la baixa Edat Mitjana.
Del català ha traduït Camí de sirga de Jesús Moncada, Millor que no m’ho expliquis d'Imma Monsó, i un assaig polític, Pobles i fronteres, de Joan Francesc Mira. La versió hongaresa de l'assaig de Mira fou inclosa en el recull de les millors traduccions de l'any 2007 preparat per l'editorial Magyar Napló. En el recull de 24 autors catalans contemporanis publicat amb el títol Mentafagylalt (Gelat de menta). Ha traduït contes de Maria Antònia Oliver, Mercè Ibarz, Borja Bagunyà, Ramon Guillem, Albert Sánchez Piñol i Ramon Solsona. Actualment està treballant en la traducció d'Històries de la mà esquerra de Jesús Moncada.